# Good Morning, Miami
Good Morning, Miami è una serie televisiva statunitense, andata in onda dal 2002 al 2004, sulla rete statunitense NBC. La serie è composta da due stagioni di 40 episodi, anche se non tutti sono stati trasmessi poiché la serie è stata cancellata nel 2003. Il 2 settembre 2007 è stata trasmessa in Italia sul canale Italia 1.
La sigla del programma, intitolata Once in a Lifetime, è cantata da John Rzeznik del gruppo Goo Goo Dolls.

## Trama
La serie racconta le avventure quotidiane di Good Morning Miami, una rete televisiva caratterizzata dalle avventure del suo staff tra problemi sentimentali e litigi tra impiegati. Un'atmosfera ironica regala alla serie un tocco di simpatia.

## Cast
- Mark Feuerstein - Jake Silver
- Ashley Williams - Dylan Messinger
- Matt Letscher - Gavin Stone
- Jere Burns - Frank Alfano
- Tessie Santiago - Lucia Rojas-Klein (2002) (10 episodes)
- Constance Zimmer - Penelope "Penny" Barnes Barrington
- Brooke Dillman - Sister Brenda Trogman (2002)
- Suzanne Pleshette - Claire Arnold (2002-2003)
- Tiffani Thiessen - Victoria Hill (2003-2004) (11 episodi)

## Episodi
| Stagione         | Episodi | Prima TV originale | Prima TV Italia |
| ---------------- | ------- | ------------------ | --------------- |
| Prima stagione   | 22      | 2002-2003          | 2007            |
| Seconda stagione | 18      | 2003-2004          | 2007            |

## Curiosità
La serie si è conclusa alla seconda stagione, ma non tutti gli episodi girati della seconda serie sono stati mandati in onda.
Il ruolo di Victoria Hill venne principalmente offerto a Heather Locklear, la parte successivamente venne affidata all'attrice Tiffani Thiessen, la quale avrebbe dovuto partecipare solo a pochi episodi, ma i produttori furono così entusiasti di lei che la accreditarono all'intero cast.